# 901 Brunsia
Brunsia è un asteroide della fascia principale. Scoperto nel 1918, presenta un'orbita caratterizzata da un semiasse maggiore pari a 2,2241902 UA e da un'eccentricità di 0,2214501, inclinata di 3,44440° rispetto all'eclittica.
Stanti i suoi parametri orbitali, è considerato un membro della famiglia Flora di asteroidi.
Il suo nome è in onore dell'astronomo tedesco Ernst Heinrich Bruns.